# Europapokal der Pokalsieger (Handball) 1989/90
Der Europapokal der Pokalsieger 1989/90 war die 15. Austragung des Wettbewerbs für europäische Handball-Pokalsieger. Die 28 teilnehmenden Mannschaften qualifizierten sich in ihren Heimatländern über den nationalen Pokalwettbewerb für den von der Internationalen Handballföderation (IHF) organisierten Europapokal. Für den automatisch qualifizierten Titelverteidiger TUSEM Essen, die im Landesmeisterpokal antraten, rückte der DHB-Pokalfinalist VfL Gummersbach in den Wettbewerb nach. Im Finale setzte sich der spanische Vertreter Teka Santander gegen den schwedischen Verein HK Drott durch (22:24, 23:18).

## Chronologie des Wettbewerbs

### Erste Runde
Die Ergebnisse der ersten Runde sind:
|                         | Gesamt   |                          | Hinspiel | Rückspiel |
| ----------------------- | -------- | ------------------------ | -------- | --------- |
| HC Herstal              | 35:35(A) | HV Aalsmeer              | 23:20    | 12:15     |
| VfL Gummersbach         | 53:24    | Red Boys Differdange     | 30:15    | 23:90     |
| Hapoel Rischon LeZion   | 58:52    | Sporting Lissabon        | 40:24    | 18:28     |
| Grasshopper Club Zürich | 60:49    | Eskişehir ETİ Bisküileri | 35:20    | 25:29     |
| UMF Stjarnan            | 34:50    | HK Drott                 | 14:23    | 20:27     |
| AEL Limassol            | 38:72    | Ionikos Athen            | 21:32    | 17:40     |
| Riihimäki Cocks         | 35:46    | GKŻ Wybrzeże             | 17:18    | 18:28     |
| Virum-Sorgenfri HK      | (A)46:46 | Stavanger IF             | 19:22    | 27:24     |
| SSV Forst Brixen        | 35:35(A) | ATSE Waagner Biro Graz   | 21:19    | 14:16     |
| RK Medveščak Zagreb     | 58:59    | SC Empor Rostock         | 33:31    | 25:28     |
| VIF G. Dimitrow Sofia   | 51:73    | Dinamo Astrachan         | 26:36    | 25:37     |
| Bramac Veszprém         | 43:42    | TJ Čh Bratislava         | 23:18    | 20:24     |

Die übrigen Vereine (TV Großwallstadt, USAM Nîmes, HC Minaur Baia Mare und Teka Santander) zogen durch ein Freilos automatisch ins Achtelfinale ein.

### Achtelfinale
|                         | Gesamt |                        | Hinspiel | Rückspiel |
| ----------------------- | ------ | ---------------------- | -------- | --------- |
| Grasshopper Club Zürich | 43:32  | ATSE Waagner Biro Graz | 24:14    | 19:18     |
| Bramac Veszprém         | 49:43  | Virum-Sorgenfri HK     | 29:20    | 20:23     |
| Dinamo Astrachan        | 38:43  | VfL Gummersbach        | 16:22    | 22:21     |
| HV Aalsmeer             | 41:51  | GKŻ Wybrzeże           | 20:24    | 21:27     |
| HK Drott                | 52:32  | Ionikos Athen          | 28:12    | 24:20     |
| SC Empor Rostock        | 49:52  | Teka Santander         | 26:25    | 23:27     |
| HC Minaur Baia Mare     | 51:44  | Hapoel Rischon LeZion  | 33:23    | 18:21     |
| TV Großwallstadt        | 43:33  | USAM Nîmes             | 24:15    | 19:18     |

### Viertelfinale
|                     | Gesamt |                         | Hinspiel | Rückspiel |
| ------------------- | ------ | ----------------------- | -------- | --------- |
| HC Minaur Baia Mare | 40:44  | Bramac Veszprém         | 22:25    | 18:19     |
| VfL Gummersbach     | 48:38  | Grasshopper Club Zürich | 25:17    | 23:21     |
| HK Drott            | 45:40  | GKŻ Wybrzeże            | 26:18    | 19:22     |
| TV Großwallstadt    | 38:42  | Teka Santander          | 25:19    | 13:23     |

### Halbfinale
|                 | Gesamt |                | Hinspiel | Rückspiel |
| --------------- | ------ | -------------- | -------- | --------- |
| VfL Gummersbach | 39:40  | HK Drott       | 22:19    | 17:21     |
| Bramac Veszprém | 45:54  | Teka Santander | 24:29    | 21:25     |

### Finale
Die Finalspiele wurden im Mai 1990 in Halmstad (Schweden) und Santander (Spanien) ausgetragen.
|          | Gesamt |                | Hinspiel | Rückspiel |
| -------- | ------ | -------------- | -------- | --------- |
| HK Drott | 42:45  | Teka Santander | 24:22    | 18:23     |